# Helicomyces torquatus
Helicomyces torquatus är en svampart som beskrevs av L.C. Lane & Shearer 1984. Helicomyces torquatus ingår i släktet Helicomyces och familjen Tubeufiaceae.   Inga underarter finns listade i Catalogue of Life.